# Barcos medievales

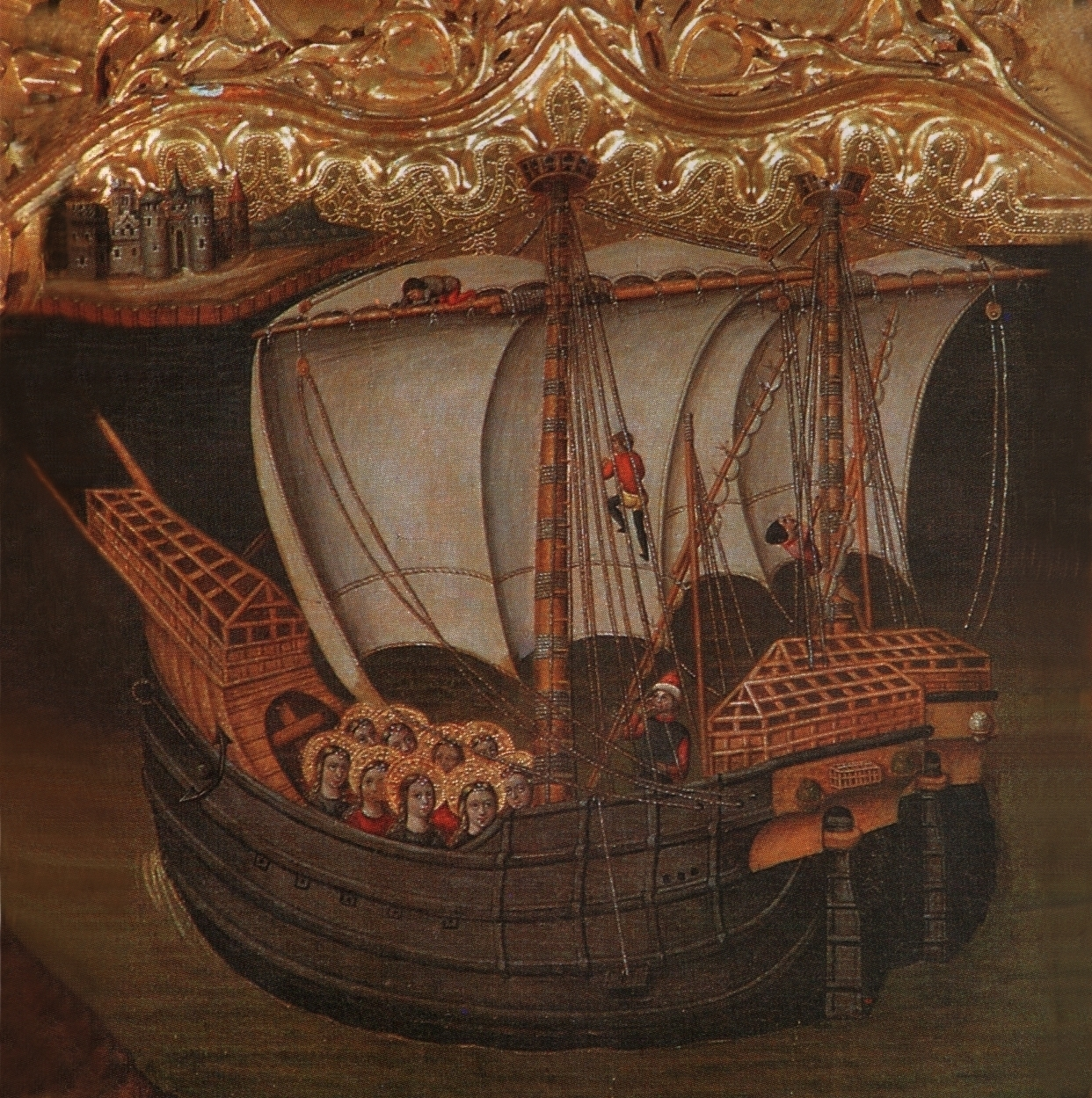
Barcos españoles del siglo XIV con timón de codaste —entonces llamados «timones de rueda»—.

Sistema de timón de codaste que contribuyó significativamente al éxito de los barcos europeos en la era de los descubrimientos.

Dibujo que muestra la diferencia entre casco tingladillo o clínker (izquierda) y liso o carvel (derecha).

Los barcos medievales de la Europa medieval fueron impulsados por velas o remo, o ambos sistemas. Había una gran variedad, en su mayoría basados en diseños conservadores mucho más antiguos. Aunque las comunicaciones se hicieron más amplias y frecuentes dentro de Europa, no significó la presencia de una variedad de mejoras, los fracasos experimentales eran costosos y rara vez se intentaban. Los barcos del norte fueron influidos por los barcos vikingos, mientras que los del sur por los barcos clásicos o romanos. Las diferentes tradiciones utilizaron diferentes métodos de construcción; casco trincado o clínker en el norte, y carvel o liso en el sur. Al final del período, la construcción carvel llegaría a dominar la construcción de grandes barcos. En este periodo también se vería un cambio desde el timón de espadilla o timón lateral al timón de codaste a popa y el desarrollo de los barcos sencillos a los barcos de varios palos.

## Veleros

### Edad Media

#### Knarr

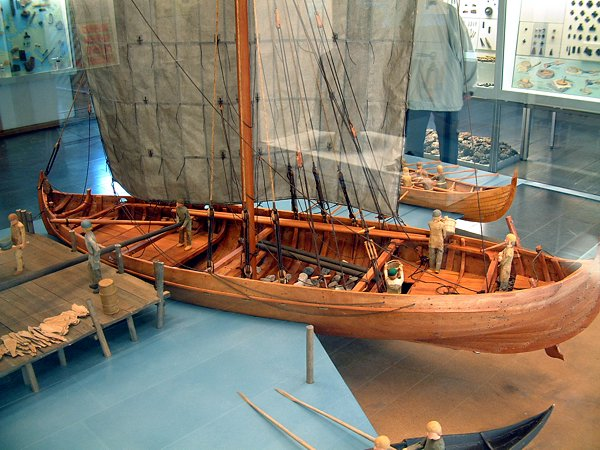
Modelo de un knarr.

El knarr, similar al longship, era un tipo de barco de carga utilizado por los vikingos. Se diferenciaba del drakkar en que era más grande y se basó casi exclusivamente en su aparato de vela cuadra para la propulsión. Del knarr vikingo fueron desarrolladas las cocas, que fueron utilizadas por la Liga Hanseática cuya expansión coincidió con el declive de los vikingos.

### Alta Edad Media

#### Coca

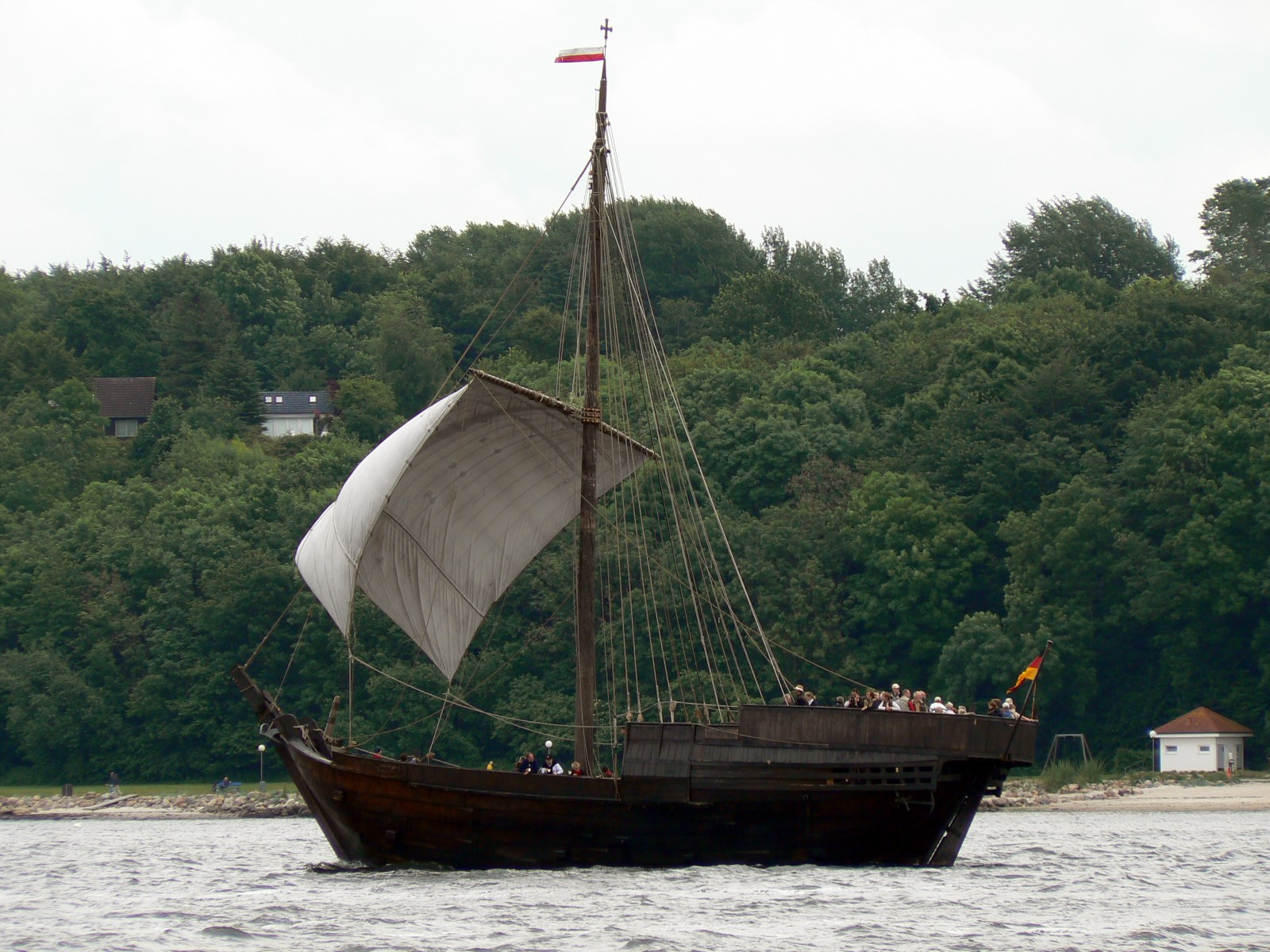
Coca.

La coca (del flamenco kok) era una embarcación de vela de casco trincado, o solapamiento, que apareció por primera vez en el siglo IX, y que fue muy utilizada en el siglo XII, sobre todo para el comercio marítimo de la Liga Hanseática en el mar Báltico. Con un único palo con una vela cuadra, la nave medía de 15-25 metros de largo y tenía una manga de 5 a 8 metros. Las naves más grandes podían transportar una carga de hasta 200 toneladas.
Su fondo plano les permitía asentarse mejor en el puerto, lo que facilitaba su carga y descarga. Sus altas partes laterales hicieron más difícil el ataque frente a los piratas.
La coca se utilizaba para el transporte de mercancías y tropas, principalmente por ingleses y normandos, y aparecen en el Mediterráneo en el siglo XIII.

#### Urca

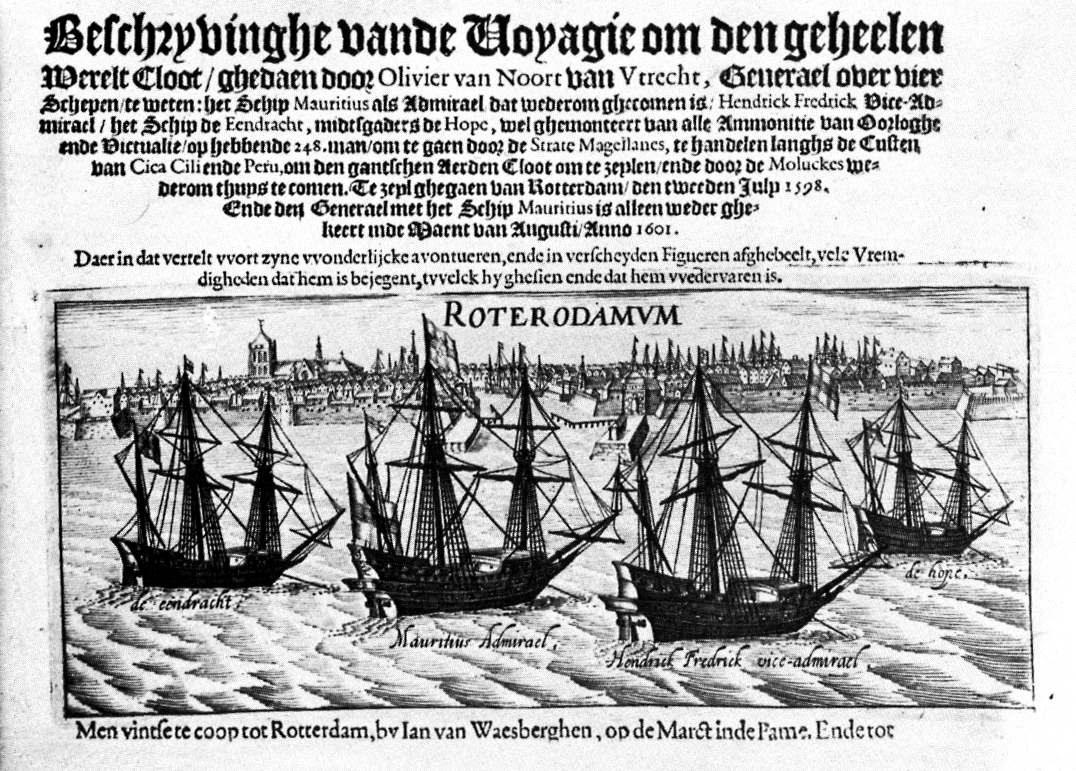
Grabado donde aparece la Urca Eendracht, que formaba parte de la flota del pirata holandés Olivier van Noort.

La embarcación urca se documenta por primera vez en el siglo X, de gran anchura en su centro y de unos 40 m de largo, que podía ser de carga para el transporte de mercancías o de guerra y que fue utilizada durante toda la Edad Media y en el siglo XVI, cuando se asocia particularmente con el Báltico y la Liga Hanseática, hasta el siglo XVIII.  Estos buques finales podrían ser tan grandes como los grandes barcos contemporáneos, el Jesús de Lübeck de 1544 era un barco de 700 toneladas, lo mismo que el Mary Rose.
Existe cierta evidencia de una hibridación con la forma de la coca, que muestra la urca después de la construcción. Otros autores han sugerido que los cascos finales fueron parcialmente integrados en carabelas.

### Baja Edad Media

#### Carabela

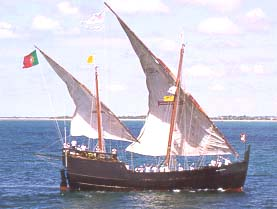
Caravela latina portuguesa.

La carabela fue una nave desarrollada por los portugueses, fue perfeccionada en la Escuela de Navegación de Sagres, fundada por Enrique el Navegante a principios del siglo XV; el modelo portugués se impuso al resto de la península ibérica, sobre todo en Andalucía, donde se creó la carabela de aparato redondo, y se utilizó desde el siglo XV para los viajes de exploración oceánica. A diferencia del drakar y la coca, se utilizó el método de construcción Carvel. Podría ser cualquier aparato de vela cuadra y vela latina (Carabela redonda) o solamente vela latina (Carabela latina). Los ejemplos más famosos de carabelas fueron La Niña y La Pinta.

#### Carraca

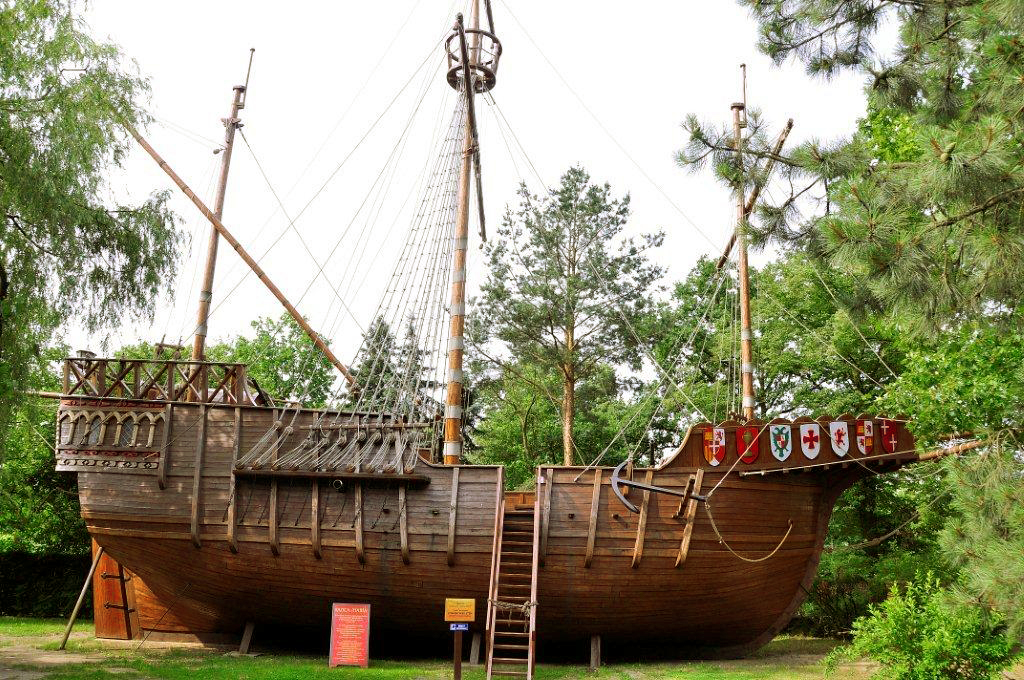
Una réplica de la Santa María, de Cristóbal Colón.

La carraca era un tipo de barco inventado en el sur de Europa durante el siglo XV y en particular desarrollado en Portugal en el mismo siglo. Era un barco más grande que la carabela. El barco de Colón, la Santa María era una nao. Pero algunos estudiosos la definen como una carraca. Las naves comandadas por Vasco de Gama como el Sao Gabriel en su primer viaje a la India el 1497-1499, con seis velas, un castillo de popa, un castillo de proa y un bauprés, ya tenían las características completas y el diseño de la carraca típica. La carraca fue uno de los diseños de naves de mayor influencia en la historia; mientras que los buques se hicieron más especializados en los siglos siguientes, el diseño básico se mantuvo sin cambios durante todo este periodo.

## Barcos de remos

### Edad Media

#### Galera

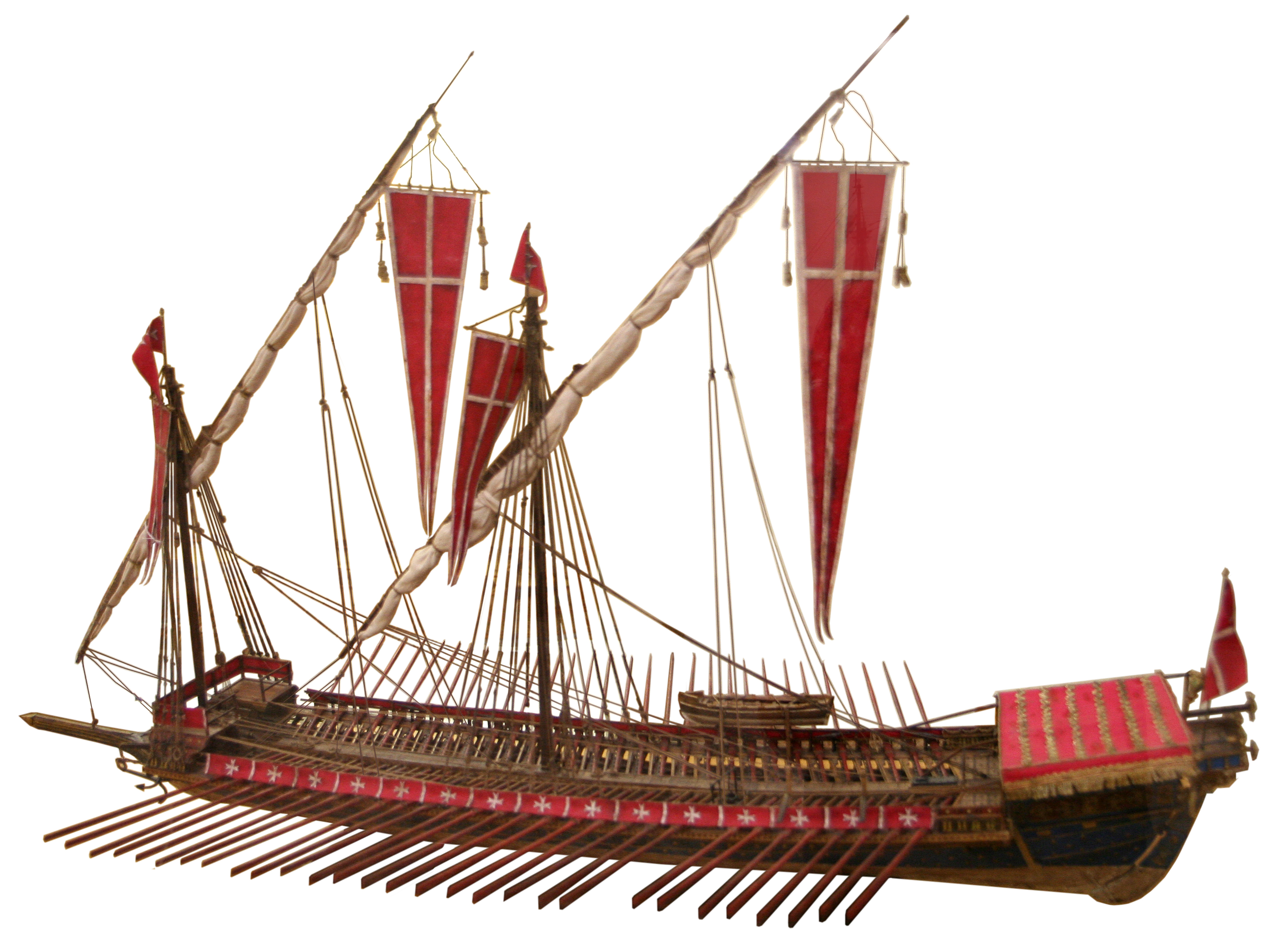
Galera de la Orden de Malta, en el museo Naval de Venecia.

Las galeras estuvieron en uso para el comercio y la guerra, al menos desde el siglo VIII d. C.. y se mantuvieron durante toda la Edad Media. El remo fue el método principal de propulsión, que se adapta bien para los vientos, a menudo inconstantes, del Mediterráneo, donde fueron utilizadas principalmente. Las galeras también se usaron en las aguas del norte de Europa, pero en menor cantidad, ya que su bajo calado y la falta de estabilidad en los mares agitados las hacían muy vulnerables.
Durante el siglo XIV las galeras de la Corona de Aragón se clasificaban en tres categorías, en función de su tamaño, siendo de mayor a menor, gruesa, bastarda y sutil. La tripulación de las galeras catalanas incluía cuarenta ballesteros para las gruesas y treinta por las sutiles, con misión de atacar con dardos las cubiertas enemigas. La galera real estaba fuera de la clasificación. Su uso militar fue muy importante.

#### Barca de panescalm
Las galeras clásicas disponían normalmente de una barca de panescalm. Hay numerosos documentos que dan testimonio. Por sus dimensiones la barca de panescalm iba a remolque del barco principal cuando navegaba normalmente. En circunstancias extraordinarias podía ayudar y remolcar el barco principal. También las naves de una cierta importancia necesitaban barcas de panescalm. La importancia de esta barca en una galera se reflejaba en las penas a los marineros que iban a tierra sin permiso en una u otra clase de barca.

#### Drakkar olongship

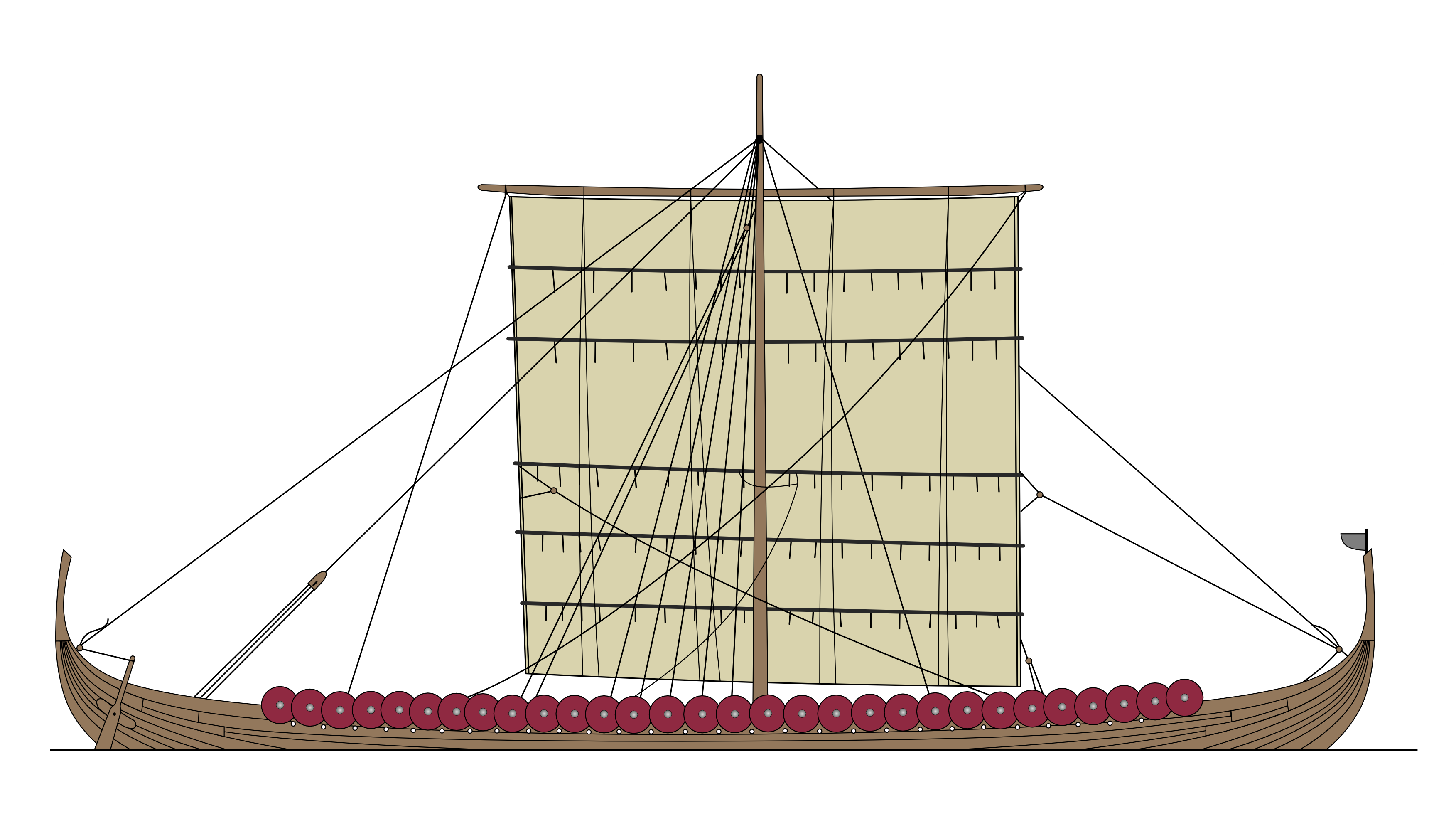
Dibujo esquemático de un tipo de longship.

El drakkar fue un tipo de nave que apareció por primera vez aproximadamente en el siglo IX, se desarrolló durante un período de siglos y se fue perfeccionado por sus más famosos usuarios, los vikingos. Los barcos estaban construidas con casco trincado o tingladillo, que se caracteriza por el hecho de que las tablas usadas para la construcción del entablado del barco se sobreponen unas a otras. Los drakkars eran embarcaciones largas, estrechas, livianas y con poco calado, con remos en casi toda la longitud del casco. También inventaron un ingenioso timón que estaba fijado a estribor.

### Alta Edad Media

#### Balinger
El balinger era un barco de remos de construcción de tinglado, inicialmente con un único palo, pero en el siglo XV los de mayor tamaño tenían un segundo mástil. Por regla general eran pequeños de 40-60 toneladas, aunque se documentan de hasta 120 toneladas. Los balinger eran populares en el Golfo de Vizcaya y en el Canal Inglés y se utilizaron para el comercio y la guerra. Rápido y con gran flexibilidad de remos y las velas para la propulsión, fueron utilizados comúnmente por los piratas.

### Baja Edad Media

#### Birlinn

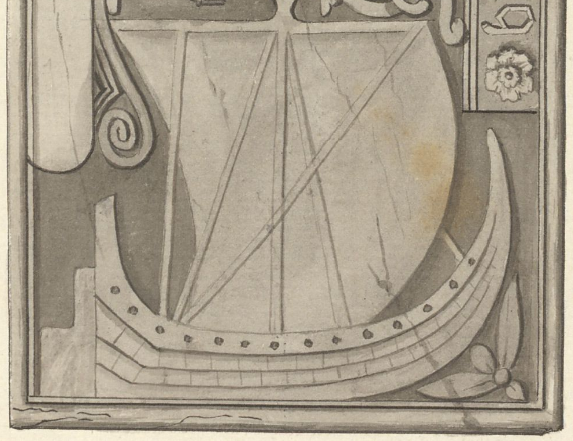
Una talla de un birlinn en una lápida del en la Capilla de MacDufie.

El birlinn era de construcción de tinglado y podía ser a vela o a remo. Tenía un único palo con una vela cuadra. Las embarcaciones más pequeñas de este tipo podían haber tenido doce remos, con el barco más grande el West Highland llegó a tener hasta cuarenta. Durante más de cuatrocientos años, hasta el siglo XVII, el birlinn fue el barco dominante en las Islas Hébridas. Los principales usos del birlinn fueron seguramente el transportar tropas, pescar y transportar ganado.
Un informe de 1615 al Consejo Privado de Escocia hizo una distinción entre galeras, tener entre 18 y 20 remos, y birlinns, entre 12 y 18 remos. No hubo ninguna sugerencia de las diferencias estructurales. El informe indicó que había tres hombres por remo.

## Documentos
Toda la información que se conoce sobre barcos medievales se basa en documentos que han sido o fueron conservados y pudieran ser estudiados. Principalmente documentos escritos, pero también pinturas, monedas, miniaturas y otras formas artísticas.

### Ballenero (barco medieval)
Equivalente al inglés "balinguer". Un ballenero era una barca grande o una nave pequeña, que navegaba a vela principalmente.
- 1436. Letra de guía otorgada en Valencia para un ballenero. Las dimensiones serían notables: además de la tripulación llevaba 32 pasajeros moros, 300 cahíces de trigo y otra carga.[34]
- 1455. Los cónsules de mar de Perpiñán escriben a los de Barcelona ofreciéndose a armar una galeota o un ballenero contra corsarios.<rewf>Revue des langues romanas. Volumen 50. Página 197. Montpellier. 1907</ref>
- 1462. Según carta de Hugo Rogelio III de Pallars Sobirá : ...ab molta promptitud per vosaltres sia tramesa una galea perquè juntes les galeasses per qui havem scrit e les galees sotils ab los balaners qui aci son e la dita galea que tremetereu encontinent se puga fer la honor e benefici del Principat e la mia e dels patrons o capitans de aquelles...[35]

### Barca
- En el Glosario Nautique de A. Jal, volumen 1, página 243, (en la voz "Barca catalanescha") se menciona un documento genovés en latín que habla de dos barcas catalanas: "Nos Joannes Bartholomeus te Jacobus Rauber naulizamus vobis Vuilelmo Lercario ... te aliis Galeas duas nuestras ad tenendum usque Montespesulanum ... te BARCHIN duabos cathalanesquis  (Traducción aproximada: Nosotros Juan Bartolomé y Santiago Rauber os fletan a vos Guillem Lercario ... y otras dos galeras nuestros a su servicio hasta Montpellier ... y dos barcas catalanas").
- 1283. Combate de Malta . "... una Barcha armada ..."[36]
- 1296. Una "Barcha cargada con 300 cahíces de trigo" lucha con un leño y se rinde.[37]
- 1438. Una "Barcha gruesa" capturada por una madera de corsarios de trece bancos.[38]

### Barxa
- 1404. Pero Sánchez de Laredo capturó, dentro del puerto de Cartagena, una barxa de Gonzalo Pérez de Liaño -de Santander- cargada de mercancías de catalanes.[39]
  - Según Benedikt Kotruljević: «Barx» son ciertas naves de velas cuadras usadas en Castilla que tienen el forro tinglado —plancha en placa, lata sobre lata—, esto es: con las maderas que se superponen parcialmente —como las tejas—. Los Vizcaínos usan esas naves en gran cantidad y esas naves hacen mucha agua porque no pueden calafatear bien. Y tienen las formas de un ballenero. Y "Vann multa de la Borina" (¿),[40] y no pueden cargarse demasiado, ni duran mucho y deben manejar continuamente las bombas de sentina (trompas de agotarse).
  - También según Benedikt Kotruljević, las Barx no eran otro que Urquía («Urca»): ... alcuno le chiamano urche ...

### Barcusium

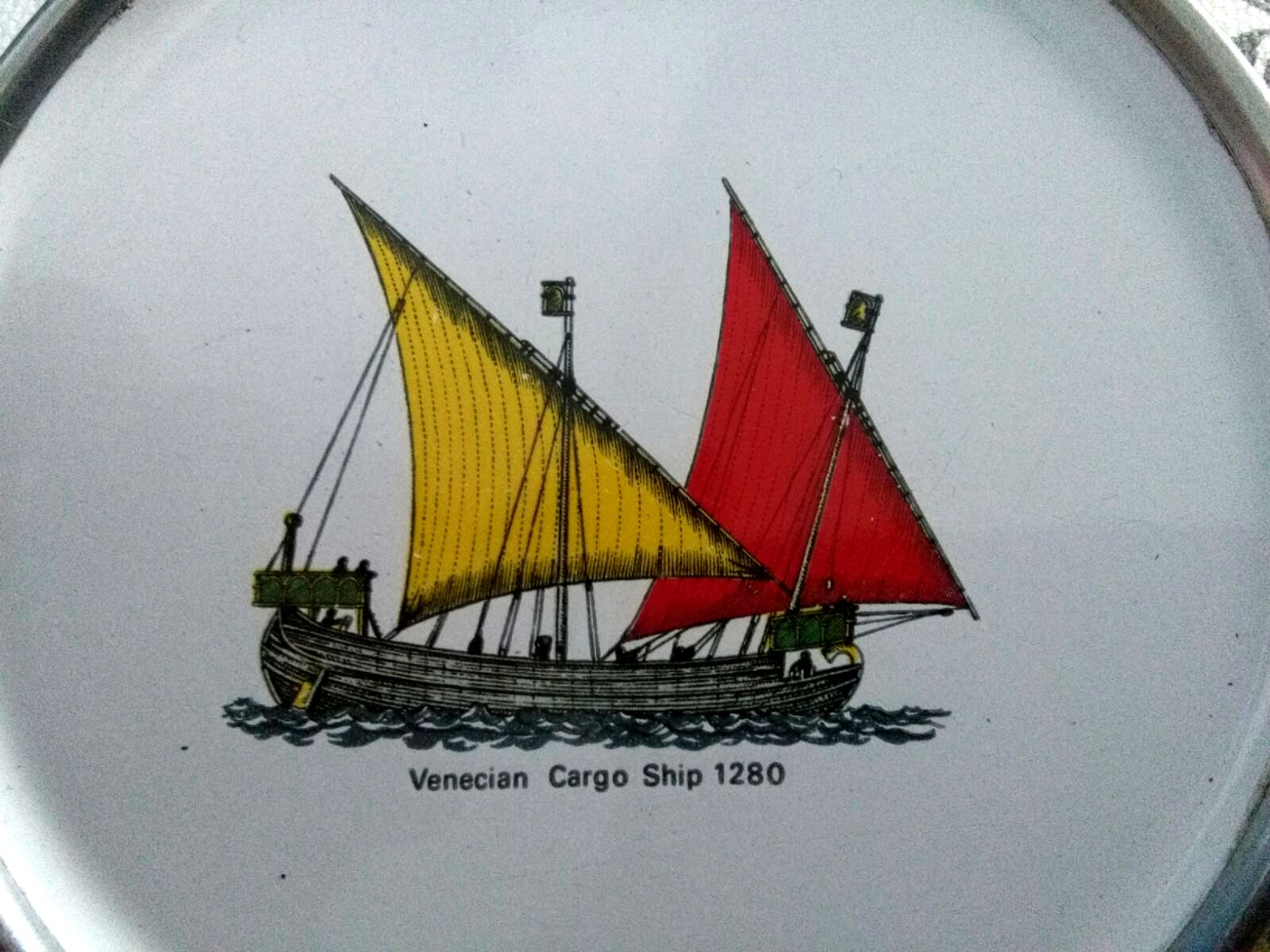
Barco veneciano de 1280, parecido al Barcusium.

- 1272. Estatutos de Ragusa. Tipos de barcos nombrados: ...barcusium, ladia, condura, navis ili lignum.... Los estatutos hacían distinción entre barcusius y barca (idioma romano) y ladia (barca para la población eslava).[41]
- 1326....infra VIII dies postquam barcusium Negoslavi de Pesangna applicuerit Venetias sub pena XX solidorum grossorum venetorum in penam apthagi de misericordia...[42]
- 1355....Etiam prese de molte barche e barcozzi con grande vergogna de veneziani...[43]
- 1449. Contrato para la constreucción de un barcusium en Fano, con capacidad para cien salmes de cereales:...fabrefacere et componere in splagia sive riva civitatis Fani unum barcusium sive navigium capacitatis portate centum salmarium grani ad mensuram civitatis Fani....[44]
- 1454. Barcusium construido en Rumanía.[45]

### Bergantín medieval
Un bergantín medieval era un barco que se desplazaba básicamente a remos. Un bergantín desde el siglo XIX, es un barco que únicamente navega a vela.
- 1435. Un bergantín del Reino (de Nápoles) lleva la noticia de la muerte del rey Luis.[46]
- 1439. Bergantín de 10 bancos.[47]
- 12 de septiembre de 1464:

Aquest die se perlongaren de la plaja de Barchinona aquelles XIIII fustes armades que lo senyor rey desempatxà per defensió del principat de Cathalunya, e de les quals fonch capità lo senyor don Pedro de Portogal, ço és, III naus, quatre galeres, III galiotes, II calaveres e dos bergantins
 Dietaris de la Generalitat de Catalunya. Volumen I, 1411-1539. Página 183.

- 1553. Bergantín de doce bancos, con dos timones y un artimón.[48]
- Antes de 1723, Tomás Vicente Tosca  definia los bergantines de la forma siguiente: Bergantín, es una embarcacion de baxo bordo de 10 a 12 remos, y bancos, d'un hombre en cada uno. Siguense las “fragatas de baxo bordo » de que arriba hize mencion que fuelen tener menos remos.[49]

### Bus
1204. Bus de 80 remos.
1239. El rey Jaime I hizo armar el bus de Montpellier, de 80 remos.

... E ab aytant cant nos haguem be feites nostres fazendes en Montpestler, e be e honradament de nos, faem armar lo bus de Montpestler qui era de .LXXX. rems: e uenguem nosen tro a Cotliure, e per terra uenguem nosen puys a Valencia...
Llibre dels fets. Capítulo 305.

### Currach

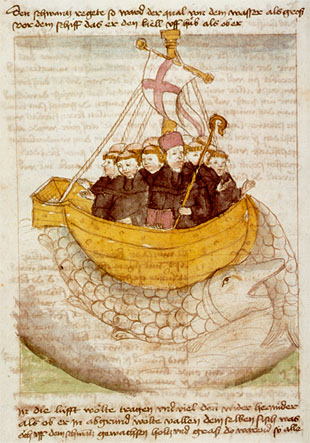
Viaje de san Brandán en un currach. Miniatura (ca. 1460) al Cod. Pal. Germ. 60, fol. 179v (bibl. de la Ausburg Universität).

Un currach (curach en irlandés) era una especie de barco con estructura de madera y forro de cuero. Generalmente era de dimensiones pequeñas. Parece que algunos modelos antiguos disponían de quilla, vela, árbol y timón de espadilla, y podían llegar a los 60 pies de eslora (unos 20 metros).
- 516. Según la Navigatio sancti Brendan, Brandán de Conflert y 17 compañeros hicieron una larga navegación en un currach.
- 563. Columba de Iona navegó desde Irlanda hasta Escocia en un currach, con 12 compañeros de viaje.[55][56]
- 1187. Giraldus Cambrensis, en la Topographia Hibernica habla de dos irlandeses en un pequeño currach.

### Dromon
- 533. En la expedición contra los vándalos, la armada de Belisario, de 500 barcos de transporte, iba protegida por 92 dromon .[57]

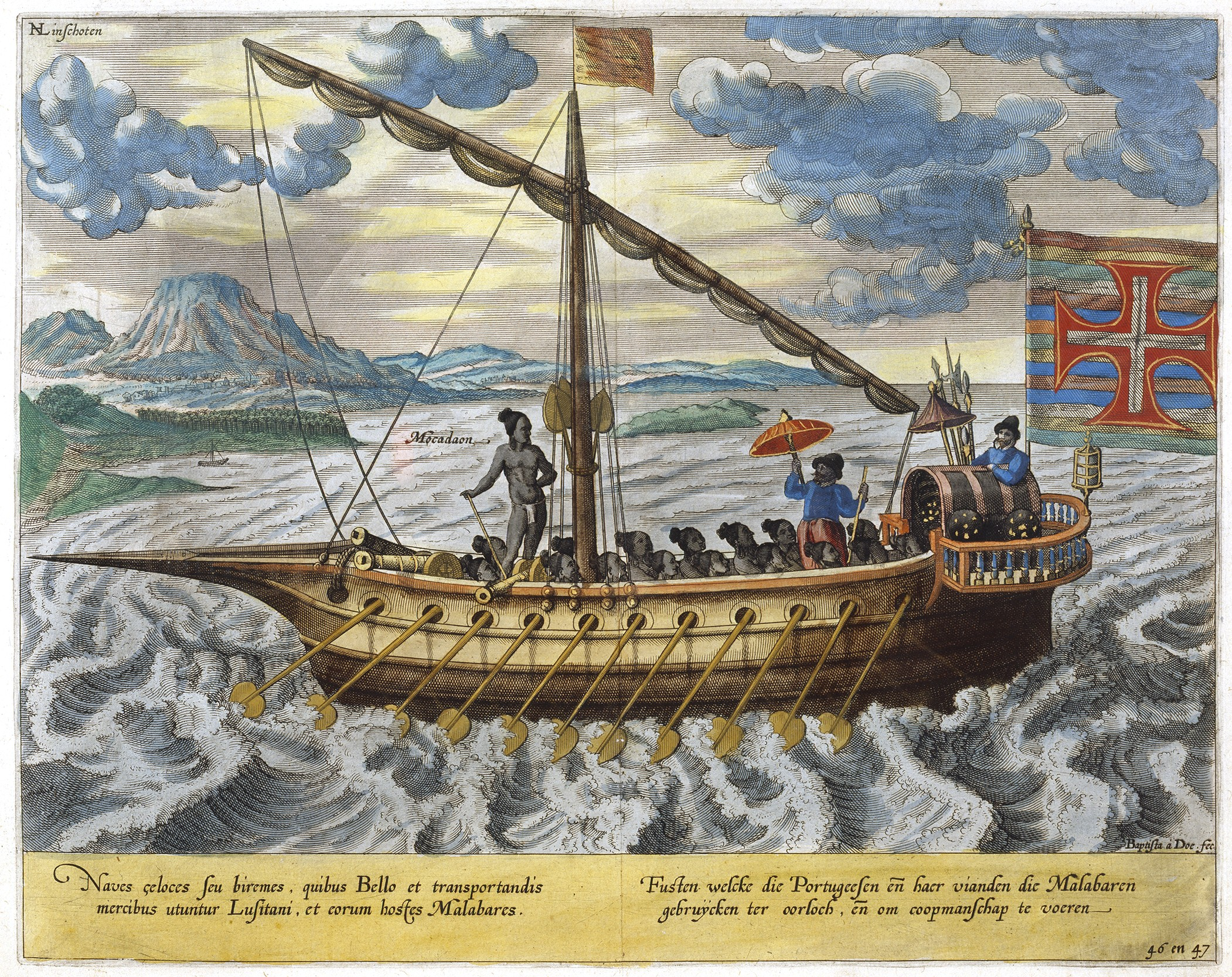
Fusta representada en un libro de Jan Huygen van Linschoten.

### Fusta
- 1378. Les fustes hi poran estar sens perill d'enemichs,..( «Las fustas podrán estar sin peligro de enemigos...») doc. a. 1.378 (Capmany Mem. Ii, 151).
- 1493. Fusta armada.[58]

### Galeota

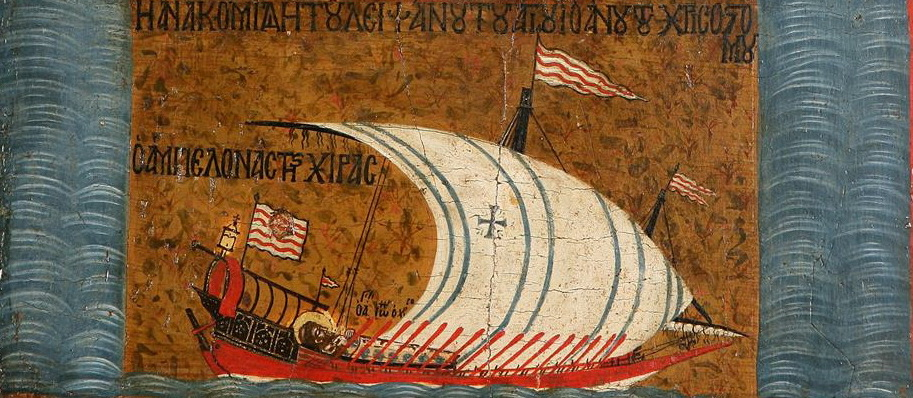
Galeota representada en el Icono de San Juan Crisóstomo de Kímolos de 22 remos. Probablemente del.

- 1243.Privilegio acordado en la ciudad de Valencia:... Jure vel ocasione naufragii a navibus et butis, galeis taridis, galiotis, sagitiis et quibuslibet aliis barchis et lignis quocumque nomine nominentur...[59][60]
- 1472. Galeota de 22 bancos:...una galiota de 24 banchs...[61]
- 1546.Pedro de La Gasca encargó al capitán Vendrell Catalán la construcción de una galeota en la isla de Las Perlas: Galeota de veynte y dos remos.[62]

... Y paresciendole, que seria cosa conviniente, para cosas que en la costa del Perú, se podían offrescer, llevar algún navio de remo (que se entendió, podría andar en la mar del Sur, aunque fuesse engolfándose) embio á las Yslas de las Perlas donde avia buena madera, al Capitán Vendrel Catalán, persona que tenia experiencia de galeras, con officiales dellas, y herreros con dos fraguas, á hazer una Galeota de veynte y dos remos, y le encargó mucho la brevedad...
 Coleccion dedocumentos literarios del Perú. Manuel de Odriozola. Pàginas 851/987.

### Leño
- En el tit. 23, part. 2.ª de Alfonso X el Sabio está nombrado el leño después de las naos, galeras y fustas.[63]
- 1249. En la Lleuda de Colliure mencionan los leños con cubierta: Leyn cubierto paga 5 sueldos y 2 dinero.[64]
- Lleuda de Tortosa.[65]
- Leño de 80 remos, armado por Jaime I de Aragón.[66]

### Nao

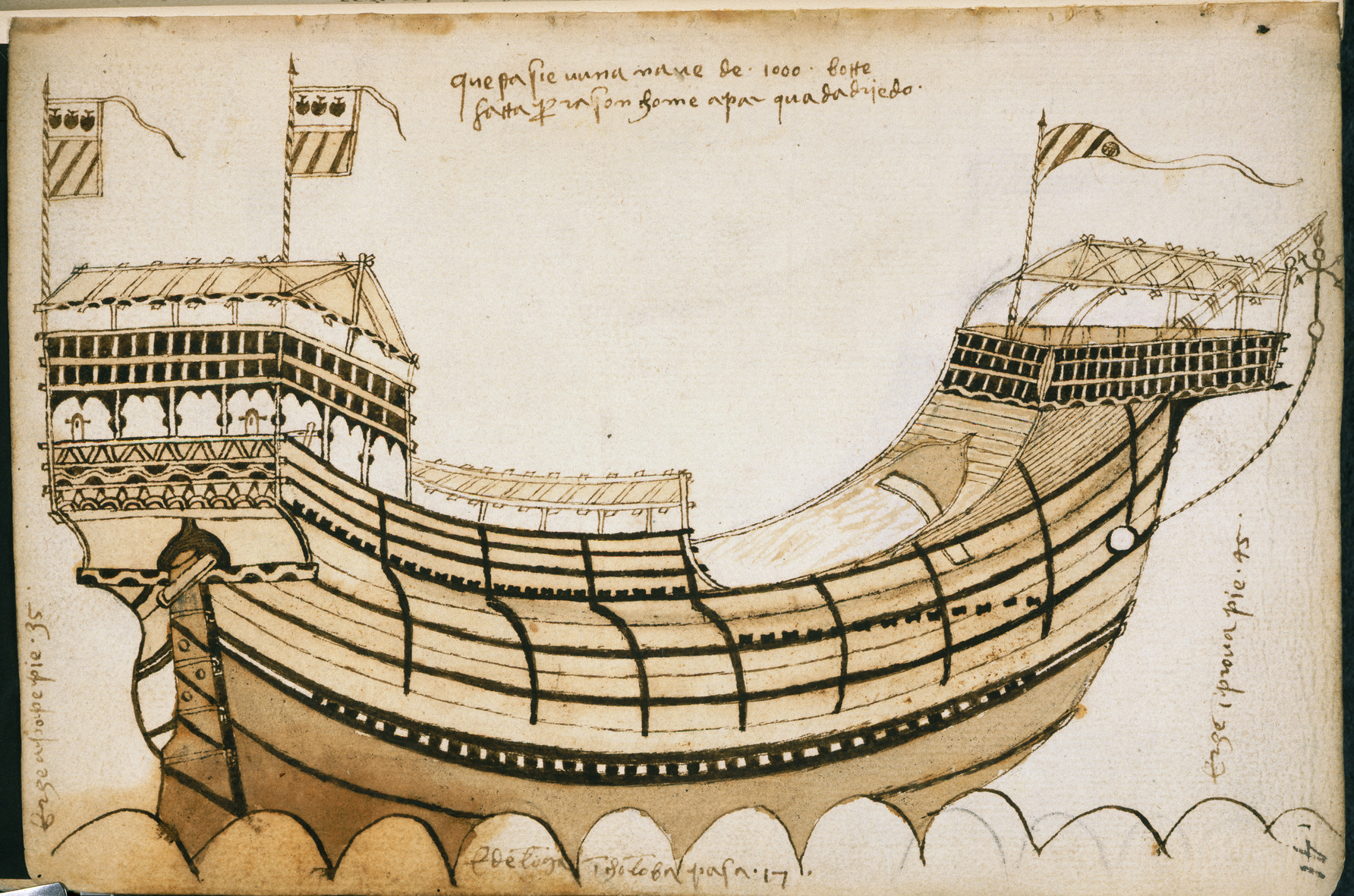
Dibujo de una nao de 1000 barricas de capacidad. Según un documento veneciano de 1447 hasta 1449.

- 1393. Una nave genovesa, la Lomellina (del capitán Andrea Lomellino) capturó la nao mercante catalana de Nicolau Pujades.[67]
- 1435. En la Batalla de Ponza (1435) algunas naves tuvieron un papel importante.[68]
  - Según algunos cronistas italianos, el rey Alfonso el Magnánimo iba en una nave muy grande llamada la Magnani o Campo Retondo. Probablemente se trata de la gran nave mencionada por Melchor Miralles en 1419, propiedad de Campredó.[69]
- 1458. Según la crónica del francés Enguerrand de Monstrelet, el Magnánimo tenía una nave muy grande. La nao embarrancó y se destruyó justo a la muerte del rey.[70]

### Panfil
En el Imperio bizantino había tres tipos básicos de barcos de guerra: el dromón, el pamphylos y el ousiakos. Las dotaciones respectivas eran de unos 200, 120 y 100 tripulantes. El experto Lionel Casson indica unas cifras de 120-160 tripulantes para los ñonos bizantinos. Los ñonos eran muy parecidas a las galeotas de los siglos XIII-XV. Con una eslora de unos 20 metros eran birremes que podían navegar a vela (con una arboladura y una vela latina). Por cada lado había dos hileras de remos. Según algunos autores, en la hilera superior había dos remeros por remo mientras que en los remos de la hilera inferior bogaba una única persona.
- En la obra Táctica , del emperador León VI el Sabio, se aconseja que el comandante de una escuadra de guerra vaya en un Panfil (más pequeño que un dromón, pero más veloz y mejor maniobra).[74]

### Saetía
Una saetía era una especie de galera pequeña, ágil y veloz.
- 1204. Saetía pisana de 100 remos.[50]
- 1442. Detalles sobre un proceso protagonizado por una saetía,[76] (o "sagetia"[77]). En los documentos originales la denominación del tipo de barco es interesante porque la hace equivalente a una carabela o una fusta.[78]

### Tafureya
Una tafureya era una embarcación medieval usada para transportar caballos y artefactos de guerra. Era muy plana, con mucha manga y poco calado.
- 1365. Philippe de Mezières ofreció una descripción bastante detallada de una tafureya (del año 1365) en su obra Songe du Vieil Pelerin: La tafureya es un barco de mar de 20 o 30 bancos y que puede llevar de 16 a 20 caballos. Tiene una gran puerta en la popa y navega en 2 o 3 palmos de agua ...[82]
- 1365. Pedro I de Chipre empleó 16 tafurees ( "taforesse", "taforesses") en la toma de Alejandría.[82]
- 1420. En la expedición de Alfonso el Magnánimo hacia Cerdeña participaron algunas tafureyas.[83]
- 1509. En la Conquista de Orán participaron algunas tafuryas. En la página 424 de la obra de referencia se mencionan tres tafurees con capacidad de transportar 50, 18 y 13 caballos, respectivamente.[84]

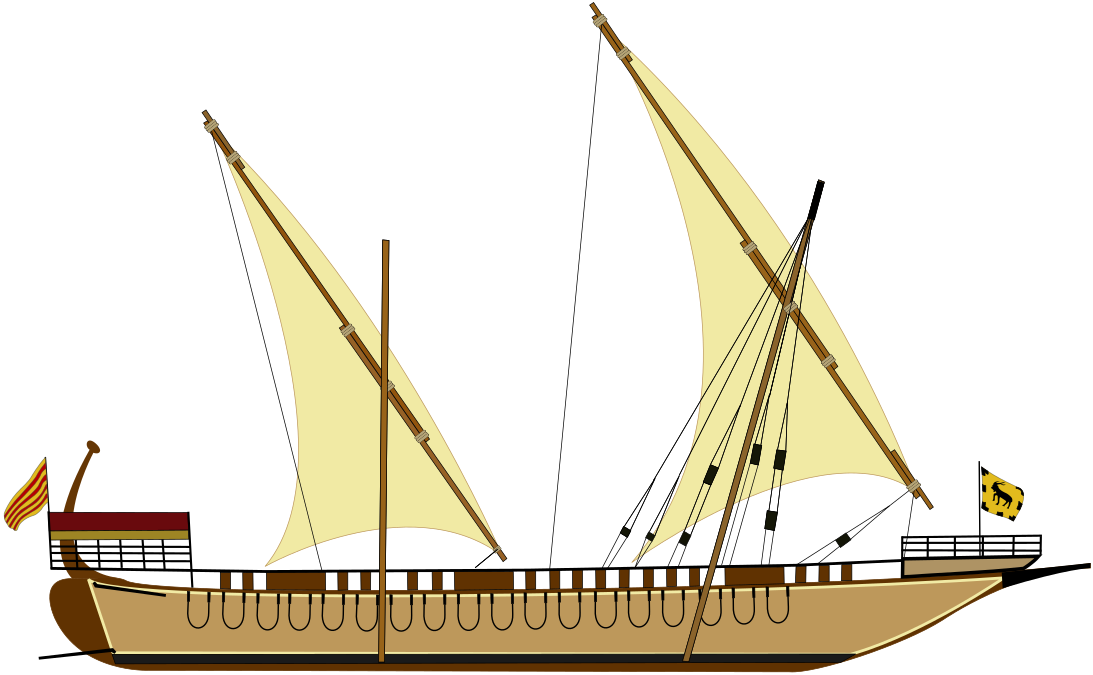
Vista lateral de una tarida habilitada para el transporte de caballos.

### Tarida
La tarida era un barco de una única cubierta. Disponía de 150 remos, siendo larga, con dos palos y con aparejo latino, con dos velas diferentes para usar según el viento y el mar. Si bien era un barco comercial, a veces tenía un castillo en tiempos de guerra que se armaba para el uso militar.

### Tartana

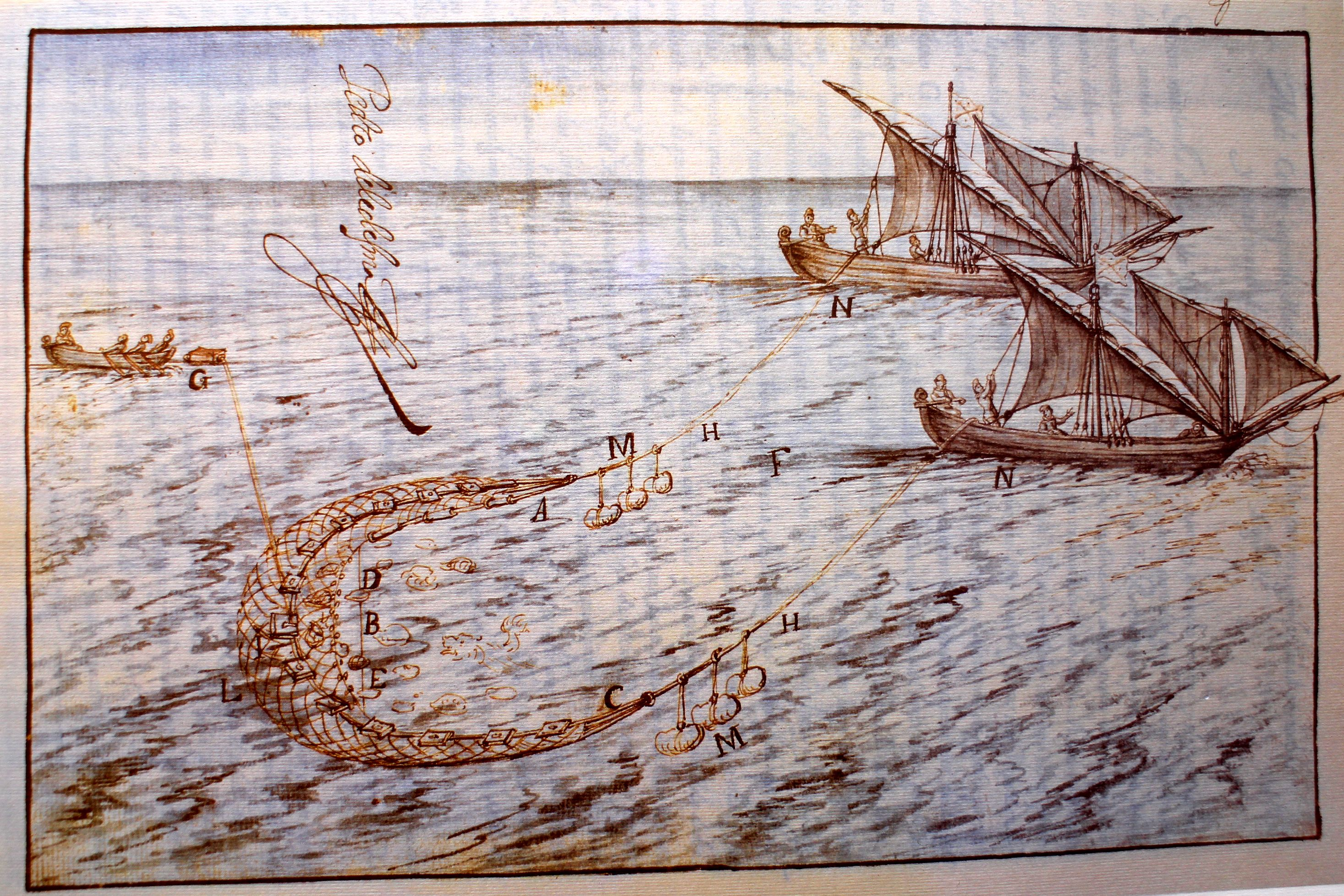
Tartana de Nicolás de Cardona pescando perlas

Embarcación pequeña, de un solo palo y de vela latina, baja de proa y con un pequeño castillo en popa.
- 1390. Tartaneros.[87]
- 1670. José Veitia Linaje se refiere a las tartanas como mareaje de levantiscos,[88][89] siendo empleadas en la navegación a las Indias. En la obra Norte de la Contratación (Sevilla, 1672) señala que: «Tartanas...de velas latinas, mareaje de levantiscos...pero es forzoso permitirles 3 o 4 marineros de los extranjeros ("levantiscos") para las velas, porque los españoles no entienden aquel mareaje”...» (refiriéndose a la maniobra de las velas latinas). El señor Veitia era “Juez Oficial de la Real Audiencia de la Casa de Contratación de las Indias”.[90]
- Reforzando este hecho, el "Bulletin de la Société de géographie" explica que "un chico de 14 años práctico de una tartana catalana, a esa edad ya había hecho tres veces el viaje a La Habana".[91]
- Nicolás de Cardona empleó tartanas en su expedición al Caribe y a California que reportó a Felipe IV de España a su vuelta en 1624.[92][93]

## Otros documentos

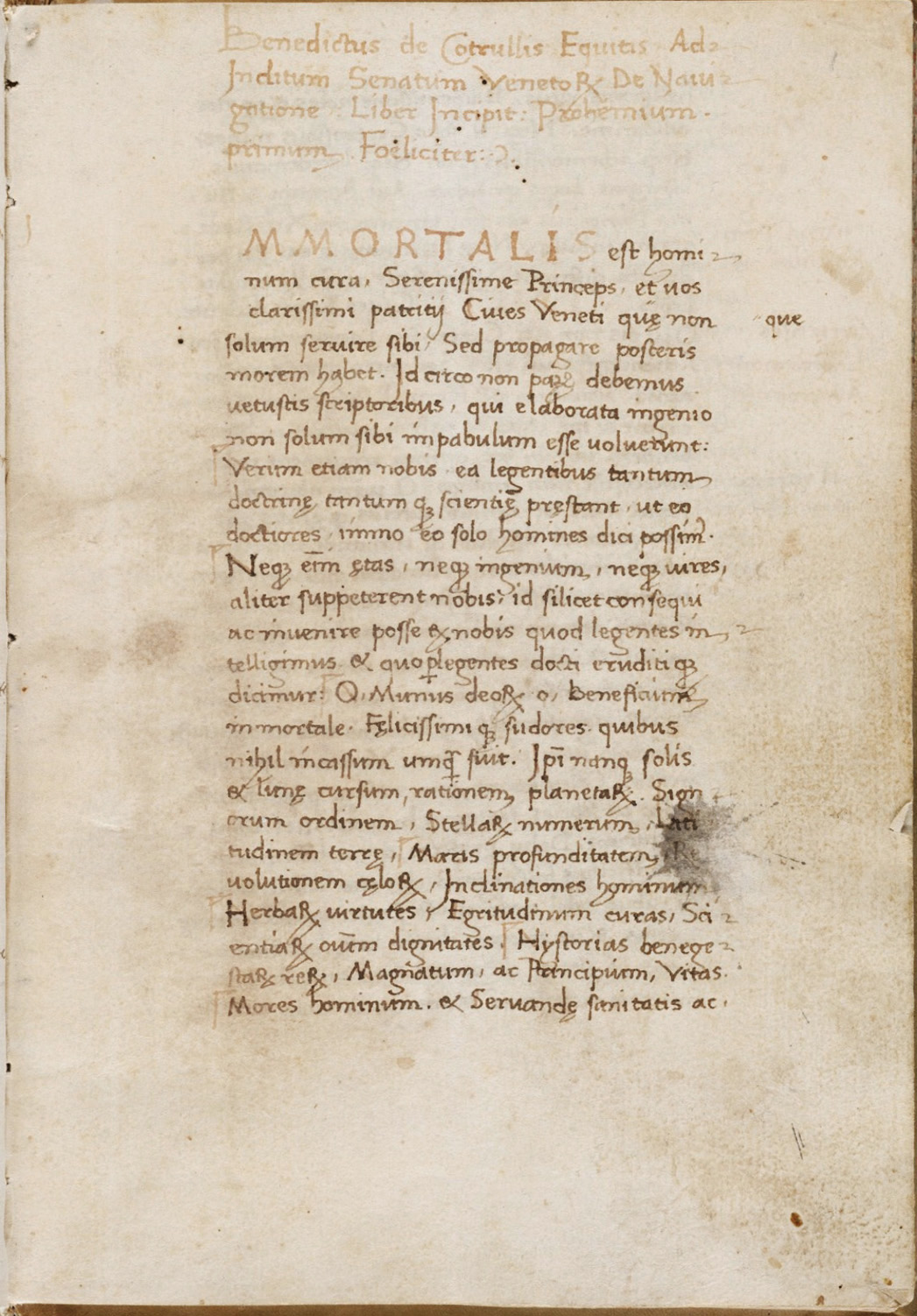
'De Navigatione Liber' 1464. Libro De Navigatione de Benedikt Kotruljević.

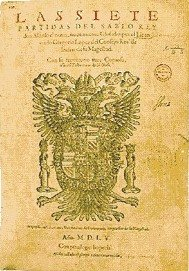
Portada de las Siete Partidas, de la edición de 1555, glosada por Gregorio López.

### Noctes Atticaede Aulo Gelio,
Básicamente los barcos medievales eran modificaciones de los barcos romanos. Aulo Gelio dio una lista de las embarcaciones de su tiempo (cerca del año 180). Lista que puede ser comparada con la terminología de los documentos medievales.

### Etimologíasde Isidoro de Sevilla
El libro 19 (XIX) de su obra Etimologías trata de varios barcos: De navibus ...

### Liber maiolichinus1114-1115
Algunos versos de la obra Liber maiolichinus nombran los tipos de barcos que intervinieron en la conquista de Mallorca de la Cruzada pisano-catalana .

 Hoc varie fiunt diviso robore naves:

 Gatti, drumones, garabi, celeresque galee,  

 Barce, currabii, lintres, grandesque sagene 

 Et plures alie variantes nomina naves.
 Liber Maiolichinus.

### Crónicade Bernat Desclot
En la Crónica de Bernat Desclot  menciona: ... y las naves y los xelandrins los Leny y las Tarida fueron establecidas y cargadas de bescuyt, y de harina, y de avena, y de carne, y quesos, y vino y de agua; y las establos de los caballos fueron emparejados ...

### Siete Partidas
Esta norma jurídica de las Siete Partidas del rey Alfonso X de Castilla, terminada en 1303 y nunca puesta en práctica, habla de tipos de barcos. La versión más antigua y correcta no menciona las "Caravelas". Los términos relacionados son interesantes: carracas, carracones, buzos, taridas, leños, halocas, barcas.

### De Navigatione(1464) de Benedikt Kotruljević

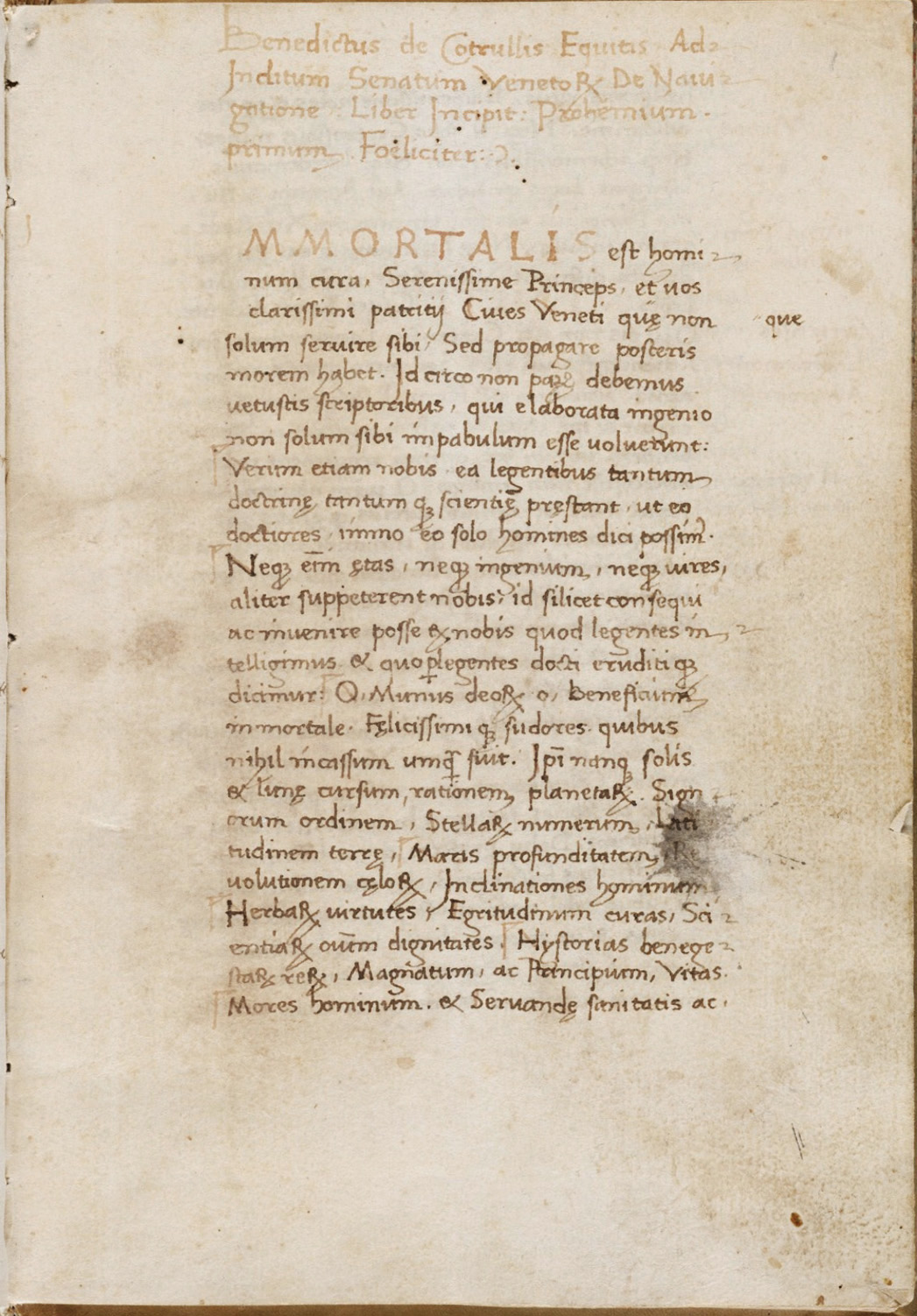
De Navigatione Liber 1464.

Benedetto Cotrugli fue autor de un libro de navegación ( "De navigatione"; Nápoles 1464) que no se llegó a publicar, pero que se conserva en forma de manuscrito. Se trata de una obra que puede consultarse en una transcripción digitalizada al cuidado de Piero Falchetto. [2] . También el manuscrito original puede leerse de forma gratuita (Manuscrito Beinecke MS 557, Yale University Library, Beinecke Rare Book and Manuscript Library).
Cotrugli o Kotruljević menciona y describe algunos tipos de barcos medievales: nave, nave di convento, balonieri (50, 60 remos), caravelle, barcosi, barcie, marsiliane, marani, barcosi, carachie, barcie, urche, burchi, liuto.
- El autor resumió bastante bien las características de las naves, carracas y marsellesas. Las más importantes y las primeras descritas eran las naos, con tres postes: maestro, trinquete a proa y media a popa. Las naves disponían de una quilla profunda y tenían un calado considerable. Las marsellesas (marsigliane) no tenían quilla y, por su fondo plano, calaban muy poco. Las carracas (carachie) se situaban entre las naves y las marsellesas. Disponían de quilla pero el fondo de su buque era más plano que el de las naves.

Carachie sono navilii facti quasi alla marsigliana, intra nave et marsiliana, et quisti navilii usano multo gli homini dellu regame Monopoli, Trani, Pulignano, Otranto, Brindiçi, etc. et la Morea et Graecia.
 De navigatione. Benedetto Cotrugli.

### Obras de Auguste Jal

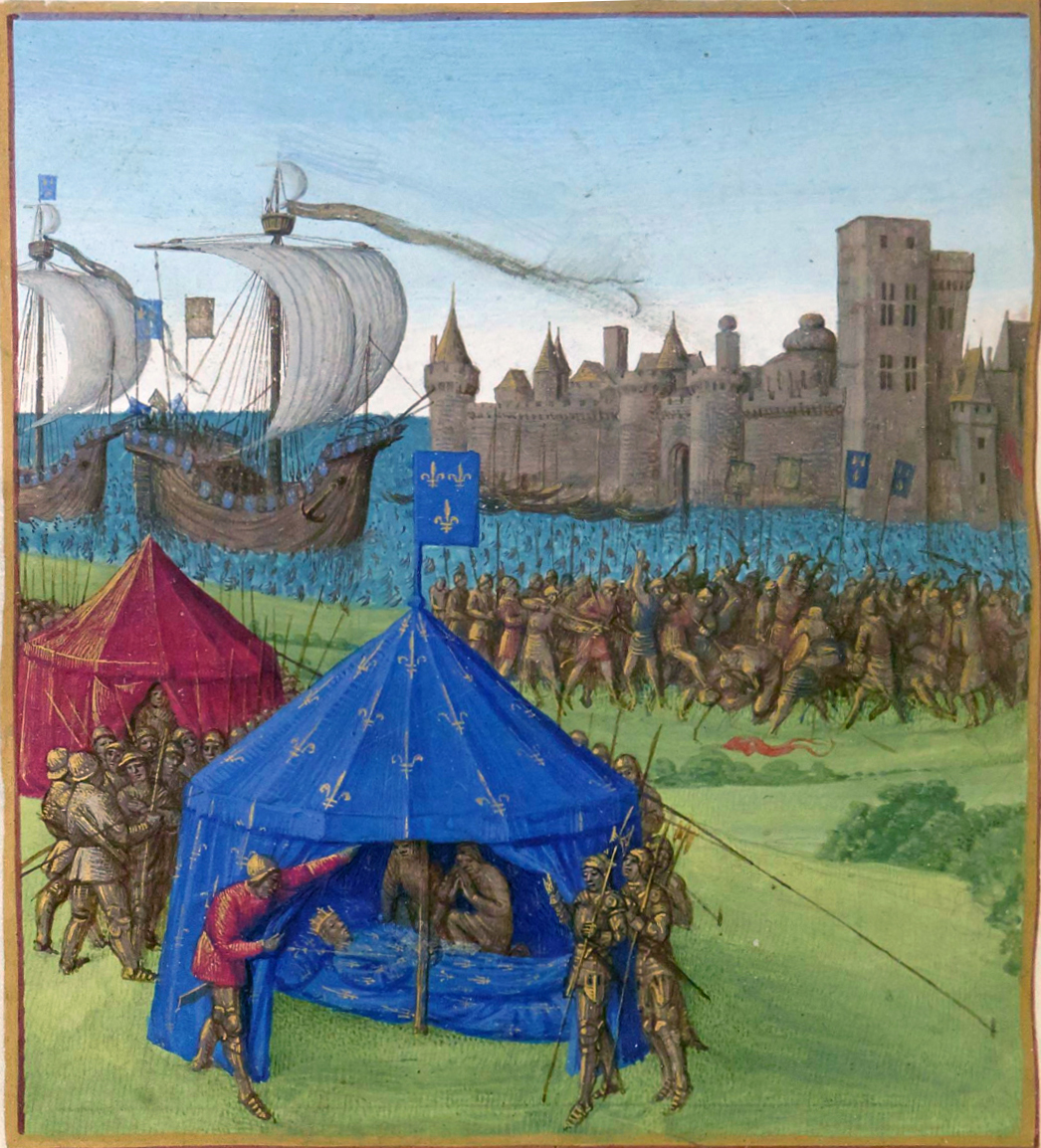
1270. Muerte de san Luis de Francia enfrente de Túnez. Al fondo la flota de Carlos de Anjou.

Los estudios de Auguste Jal, militar francés especializado en temas náuticos, son muy interesantes. Los más importantes son los siguientes:
- Glossaire nautique: répertoire polyglotte de termes de marine anciens et modernes. Volumen 1.[98]
- Glossaire nautique: répertoire polyglotte de termes de marine anciens et modernes. Volumen 2.[99]
- Archéologie navale. Volumen 1.[100]
  - De la época de 1830, Auguste Jal - en el prólogo del libro anterior- decía lo siguiente:

...Dans l'intérêt de mon travail sur la langue maritime, je recueillis beaucoup de mots catalans à Marseille, de mots provençaux dans l'arsenal de Toulon, de mots espagnols et siciliens à bord du navire de Palerme sur lequel je m’embarcai...(Páginas 5; 12/503 del documento).

- Archéologie navale. Volumen 2.[101]